# If My Homie Calls
«If My Homie Calls» — другий сингл американського репера Тупака Шакура з його дебютного студійного альбому 2Pacalypse Now. На трек існує відеокліп. У 1992 артист виконав пісню на шоу Yo! MTV Raps. Як семпл використано «Rhyme Fighter» Mellow Man Ace.

## Список пісень
1. «If My Homie Calls» — 4:18
2. «Brenda's Got a Baby» (radio mix) — 3:48
3. «If My Homie Calls» (instrumental) — 4:18
4. «Brenda's Got a Baby» (instrumental) — 3:53

## Чартові позиції
| Чарт (1992)                      | Найвища позиція |
| -------------------------------- | --------------- |
| US Hot R&B/Hip-Hop Singles Sales | 55              |
| US Hot Rap Songs                 | 3               |